# Su Čao-čeng
Su Čao-čeng (čínsky pchin-jinem Sū Zhàozhēng, znaky zjednodušené 苏兆征, tradiční 蘇兆徵; 11. listopadu 1885 – 25. února 1929) byl čínský komunistický revolucionář a odborář, ve 20. letech jeden z prvních předních představitelů Komunistické strany Číny, od roku 1927 člen jejího ústředního výboru a politbyra. Od roku 1926 byl předsedou výkonného výboru komunistické Všečínské federace odborů.

## Život
Su Čao-čeng se narodil roku 1886 v okresu Siang-šan (současná prefektura Čung-šan) v provincii Kuang-tung v chudé rolnické rodině. Roku 1903 odešel do Hongkongu, kde pracoval jako pomocný lodník na zahraniční lodi, v roce 1908 se připojil k Čínské alianci. Roku 1920 spolu s Lin Wej-minem a dalšími založil odborový svaz námořníků v Hongkongu, roku 1922 vedl stávkový výbor při generální stávce hongkongských námořníků, později se stal úřadujícím předsedou Odborového svazu námořníků. Roku 1925 vedl generální stávku v Hongkongu a Kantonu. Téhož roku vstoupil do Komunistické strany Číny. V květnu 1926 byl na III. sjezdu Všečínská federace odborů zvolen předsedou jejího výkonného výboru. V únoru 1927 se vedení Všečínské federace odborů přesunulo z Kantonu do Wu-chanu, kde byl (už v lednu) jmenován ministrem práce kuomintangské levicové wuchanské národní vlády. V dubnu 1927 na IV. sjezdu Všečínské federace odborů obhájil své předsednictví výkonného výboru federace.
Na [V. sjezdu KS Číny v květnu 1927 byl zvolen členem ústředního výboru a kandidátem politbyra; na konferenci v srpnu 1927 byl zvolen členem prozatímního politbyra a členem jeho stálého výboru (stálý výbor měl tři členy, ještě Čchü Čchiou-paje a Li Wej-chana, později byl rozšířen). V době prosincového povstání v Kantonu koncem roku 1927 byl (v nepřítomnosti) vybrán předsedou Kantonské dělnické a rolnické demokratické vlády.
V únoru 1928 se zúčastnil IV. kongresu Profinterny (mezinárodních komunistických odborů) v Moskvě a na VI. kongresu Kominterny tamtéž byl zvolen členem jejího výkonného výboru; v červnu 1928 byl na VI. sjezdu KS Číny (proběhl nedaleko Moskvy) znovuzvolen členem stálého výboru politbyra (spolu se Siang Čung-faem, Čou En-lajem, Siang Jingem a Cchaj Che-senem); do Číny se vrátil v lednu 1929, ale už 25. února 1929 zemřel v Šanghaji po krátké nemoci.